# U-23 팬아메리칸 야구 선수권 대회
U-23 팬아메리칸 야구 선수권 대회 (U-23 Pan American Baseball Championship)는 2013년 21세 이하 야구 월드컵 아메리카 지역 예선을 겸해 파나마에서 첫 대회가 열렸다. 세계대회가 23세 이하로 조정되면서 아메리카 지역 예선 역시 2017년 대회부터 23세 이하로 조정되었다.

## 역대 대회 결과
| 연도 | 개최국                              |            | 우승         | 준우승       | 3위 |
| ---- | ----------------------------------- | ---------- | ------------ | ------------ | --- |
| 2013 | 파나마 파나마시티                   | 파나마     | 푸에르토리코 | 베네수엘라   |     |
| 2017 | 파나마 치트레                       | 베네수엘라 | 멕시코       | 푸에르토리코 |     |
| 2020 | 니카라과 마나과 온두라스 테구시갈파 | 니카라과   | 쿠바         | 베네수엘라   |     |
| 2022 | 멕시코 아과스칼리엔테스             | 멕시코     | 쿠바         | 니카라과     |     |
| 2023 | 니카라과 마나과, 마사야             | 콜롬비아   | 니카라과     | 베네수엘라   |     |